# Konstantin Meshcheryakov
Konstantin Meshcheryakov, né le 15 novembre 1967, est un copilote de rallyes-raids russe.

## Biographie
Il ne participe qu'à une édition du Paris-Dakar, celle de 2007 (équipage 315, 14e au classement final).

## Palmarès

### Titre
- Vainqueur de la Coupe du monde des rallyes tout-terrain (ou cross-country), en 2006 sur Buggy ZIL 2 roues motrices (pilote son compatriote Sergey Shmakov);

### Victoire, podium et places d'honneur
(saison 2006) 
- Rallye des Pharaons (24e édition);
  - 3e du Rallye Patagonie-Atacama;
  - 5e du rallye de Tunisie;
  - 5e du rallye-raid du Maroc.